# Hans Feddersen
Hans Feddersen (* 17. Oktober 1949 in Ahrensburg; † 15. Juli 2013 in Windhoek) war ein deutschsprachiger namibischer Journalist und Chefredakteur der Allgemeinen Zeitung.

## Leben
Feddersen wurde in Deutschland geboren und wanderte mit seinen Eltern 1953 ins südwestafrikanische Karibib aus. Nach dem Schulbesuch studierte Feddersen an der Randse Afrikaanse Universiteit in Johannesburg Germanistik und Mathematik. 1974 nahm er eine Tätigkeit als Lehrer in Otjiwarongo auf. 1976 wechselte er an die deutsche Schule in Karibib, wo er auch am damaligen Heimerzieherinnenseminar lehrte.
Im Dezember 1980 verließ Feddersen den Schuldienst und trat in die Redaktion der Windhoeker Allgemeinen Zeitung ein. Bereits im April des folgenden Jahres berief ihn der damalige Verleger, Diether Lauenstein, zum Chefredakteur. Diese Funktion hatte er bis zur Übernahme der Zeitung durch Dirk Mudge im Jahr 1995 inne. Weil er es für unvereinbar hielt, eine deutschsprachige Zeitung in einem afrikaanssprachigen Verlag herauszugeben, kündigte Feddersen. Im Mai 1995 gründete er das kostenlose wöchentliche Anzeigenblatt „PLUS“, das hauptsächlich in Deutsch erschien, aber auch Beiträge in Englisch und Afrikaans beinhaltete; auch hier wirkte Feddersen als Chefredakteur. Das Blatt befand sich von Anfang an in finanziellen Schwierigkeiten und musste deswegen 2007 eingestellt werden. Auch Feddersens Versuch, mit dem Plus-Magazin eine Nachfolgepublikation zu etablieren, scheiterte nach kurzer Zeit.
Feddersen war als Journalist nicht unumstritten. Er galt als  „politisch eher rechts orientiert.“ Seine Zeitung „PLUS“ veröffentlichte 2005 eine Anzeige, in der „Freude und Genugtuung“ über den Tod Simon Wiesenthals zum Ausdruck gebracht wurden. Hierfür entschuldigte sich Feddersen später. Für Aufsehen hatte bereits Ende der 1980er Jahre, als Feddersen dort als Chefredakteur Verantwortung trug, eine in der Allgemeinen Zeitung veröffentlichte ganzseitige Traueranzeige für Rudolf Heß gesorgt.
Zuletzt war Feddersen als Berater für die Hanns-Seidel-Stiftung tätig und hielt Seminare zur politischen Bildung.
Von 1978 bis 1980 war Feddersen Sekretär der Interessengemeinschaft Deutschsprachiger Südwester. Auch war er eine Zeitlang Mitglied des Stadtrates von Karibib. Des Weiteren übte er zahlreiche ehrenamtliche Funktionen aus und engagierte sich als Büttenredner im Windhoeker Karneval.
Feddersens Grab befindet sich in Omaruru.

## Privates
Feddersen war seit 1977 mit Silvelyn Feddersen verheiratet und hatte vier Kinder.